# First Stand
First Stand Tournament (FST), ou simplesmente First Stand, é um torneio internacional anual de League of Legends organizado pela Riot Games na conclusão da primeira das três etapas do cenário profissional de esporte eletrônico do jogo. É o terceiro torneio internacional sob a nova estrutura de etapas e calendário competitivo anunciado pela Riot Games a partir de 2025.

## História
Em 11 de junho de 2024, a Riot Games anunciou a criação de uma nova estrutura de etapas e calendário competitivo para a cenário de esporte eletrônico de League of Legends, incluindo um calendário de três etapas semelhante ao da League of Legends EMEA Championship (LEC) a ser aplicado a todas as principais regiões e a criação de um novo torneio internacional para concluir a primeira etapa. Durante o dia de imprensa para a final do Campeonato Mundial de League of Legends de 2024 na The O2 Arena em Londres, Reino Unido, em 1 de novembro de 2024, a Riot Games anunciou que o novo torneio internacional seria chamado de "First Stand", com a edição inaugural marcada para acontecer de 10 a 16 de março de 2025 em Seul, Coreia do Sul.
Em um vídeo de atualização de desenvolvimento publicado para iniciar a temporada competitiva de 2025, a Riot Games anunciou que o FST de 2026 aconteceria no Brasil e o FST de 2027 seria sediado no Sudeste Asiático (incluindo Taiwan).

## Formato e Qualificação
O torneio conta com cinco equipes qualificadas, particularmente os vencedores da primeira etapa competitiva da League of Legends Champions Korea (LCK), League of Legends Pro League (LPL), League of Legends EMEA Championship (LEC), League of Legends Championship of The Americas (LTA) e League of Legends Championship Pacific (LCP). Cada uma das cinco equipes enfretará todas as outras em séries melhor de um dentro de uma tabela única de pontuação. As quatro melhores avançam para a fase eliminatória, com semifinais e final, ambas em séries melhor de cinco.
Em cada série disputada no torneio, o formato "Fearless Draft" é implementado, onde as equipes não podem escolher um campeão (personagem do jogo) que já jogaram em uma série. Por exemplo, quando uma equipe escolhe um campeão em qualquer estágio da série, eles e seus oponentes não podem escolher o referido campeão para os jogos seguintes. Portanto, para cada jogo em melhor de um, haverá dez banimentos adicionais, estreitando as escolhes de campeões das equipes.

## Resultados
| Ed. | Ano  | Local                       | Final               | Final  | Final        | N.° |
| Ed. | Ano  | Local                       | Campeão             | Placar | Vice-campeão | N.° |
| --- | ---- | --------------------------- | ------------------- | ------ | ------------ | --- |
| 1   | 2025 | Seul                        | Hanwha Life Esports | 3–1    | Karmine Corp | 5   |
| 2   | 2026 | A definir, Brasil           |                     |        |              |     |
| 3   | 2027 | A definir, Sudeste Asiático |                     |        |              |     |